# Robert Barrett Browning
Robert Wiedemann Barrett Browning (Florence, 9 maart 1849 - Asolo, 8 juli 1912), bijgenaamd 'Pen', was een Engelse kunstenaar en criticus. Hij was de zoon van het dichtersechtpaar Robert en Elizabeth Barrett Browning. Zijn werken werden gedurende zijn leven wel geëxposeerd, maar als kunstenaar is hij in vergetelheid geraakt.
Na het overlijden van zijn moeder in 1861 werd Browning van Italië naar Cambridge gestuurd, waar hij Christ's College bezocht. Tekenen, schilderen en beeldhouwen studeerde hij in Antwerpen, vooral bij Jean Arnould Heyermans, daarna in Parijs, waar zijn vader en zijn tante inmiddels woonden. In 1885 ontmoette Barrett Browning de gefortuneerde Amerikaanse Fanny Coddington (1852-1935), met wie hij twee jaar later trouwde. Het jonge paar kocht het Palazzo Rezzonico in Venetië (waar Robert Browning in 1889 zou overlijden) en vestigde zich daar. Zij hadden geen kinderen. In 1893 scheidden ze van tafel en bed.

## Afbeeldingen

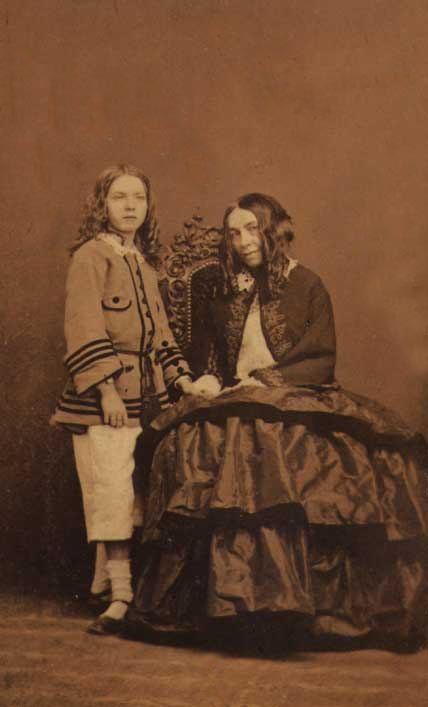
Barrett Browning met zijn moeder in 1860
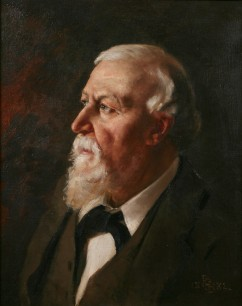
Portret van zijn vader Robert Browning, 1882
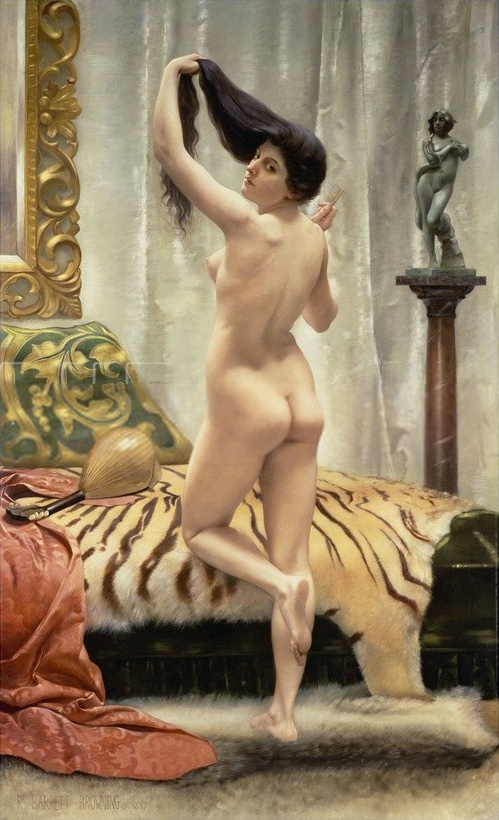
Before a Mirror, 1887

- International Standard Name Identifier: 0000 0001 1692 2331
- Library of Congress Control Number: no2009154201
- Nationale Bibliotheek van Israël: 987007411155605171
- Nederlandse Thesaurus van Auteursnamen: 124235638
- RKD-Nederlands Instituut voor Kunstgeschiedenis: 13246
- SNAC: w6319xmr
- Système universitaire de documentation: 139764852
- Union List of Artist Names: 500024092
- Virtual International Authority File: 100839870
- WorldCat: E39PBJc3HhcqHbvgPTJ7Ph46rq